# Leratiomyces
Leratiomyces is een geslacht van schimmels behorend tot de familie Strophariaceae.

## Soorten
Volgens Index Fungorum telt het geslacht in totaal tien soorten (peildatum april 2023):
| Soortnaam                                       | Auteur(s)                                                                | Publicatiejaar |
| ----------------------------------------------- | ------------------------------------------------------------------------ | -------------- |
| Leratiomyces ceres (Oranjerode stropharia)      | (Cooke & Massee) Spooner & Bridge                                        | 2008           |
| Leratiomyces cucullatus                         | (Shope & Seaver) Beever & D.C. Park                                      | 2008           |
| Leratiomyces erythrocephalus                    | (Tul. & C. Tul.) Beever & D.C. Park                                      | 2008           |
| Leratiomyces laetissimus (Oranjegeel kaalkopje) | (Hauskn. & Singer) Borov., J. Stríbrný, Noordel., Gryndler & Oborník     | 2011           |
| Leratiomyces magnivelaris                       | (Peck) Bridge & Spooner                                                  | 2008           |
| Leratiomyces percevalii (Houtsnipperstropharia) | (Berk. & Broome) Bridge & Spooner                                        | 2008           |
| Leratiomyces riparius                           | (A.H. Sm.) Redhead                                                       | 2014           |
| Leratiomyces similis                            | (Pat. ex Sacc. & Trotter) Bresinsky & Manfr. Binder ex Redhead & McNeill | 2008           |
| Leratiomyces squamosus (Geschubde stropharia)   | (Pers.) Bridge & Spooner                                                 | 2008           |
| Leratiomyces tesquorum                          | Adamcík & Vizzini                                                        | 2018           |